# Yona Wallach

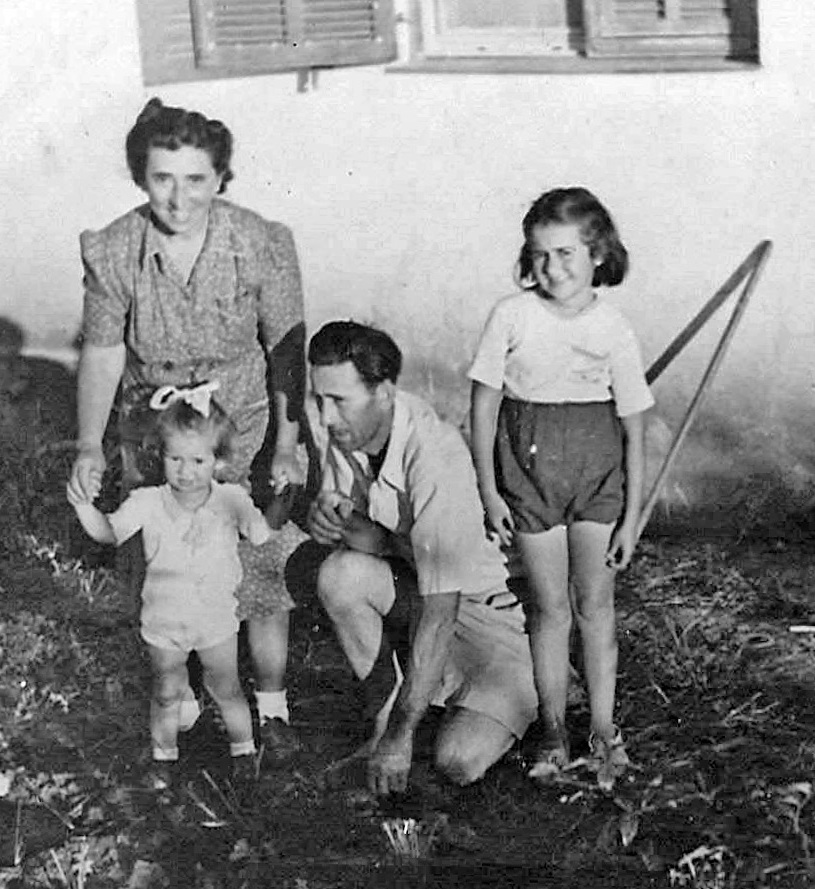
Die einjährige Yona Wallach im Kreis ihrer Familie 1945, von rechts nach links: Schwester Nira, Vater Michael, Mutter Esther und Yona Wallach

Yona Wallach, auch Volach (hebräisch יונה וולך; geb. 10. Juni 1944 in Kfar Ono, Palästina; gest. 26. September 1985 in Kirjat Ono), war eine israelische Lyrikerin. Sie gilt als radikale Feministin und Vertreterin der Postmoderne.

## Kindheit und Jugend
Yona Wallach wurde 1944 als Tochter von Michael und Esther Wallach in der Nähe von Tel Aviv im heutigen Kirjat Ono – einer damals noch „Kfar Ono“ (hebräisch כפר אונו) genannten jungen Siedlung – geboren. Ihre Eltern waren aus Serbien eingewandert und gehörten zu den Gründern des Dorfes. Als sie vier Jahre alt war, wurde ihr Vater im Palästinakrieg 1948 gefoltert und getötet. Wallach und ihre ältere Schwester Nira wuchsen bei ihrer alleinerziehenden Mutter in der nach ihrem Vater benannten Michael-Wallach-Straße in Kfar Ono auf. In der Grundschule war Wallach eine gute Schülerin, aber mit zunehmendem Alter wurde sie immer rebellischer, sie kleidete sich androgyn in den Kleidern ihres toten Vaters und hatte ihre erste Abtreibung im Alter von sechzehn Jahren. Nach der zehnten Klasse wurde sie von der High School verwiesen, was durch die Schulleiterin damit begründet wurde, dass Wallach ihren Unterricht vernachlässigt habe und stattdessen lieber kritzle und Gedichte schreibe. In der Folge besuchte Wallach eine kurze Zeit die Avni-Kunstschule in Tel Aviv.
Mit neunzehn Jahren ging sie nach Jerusalem. Obwohl sie nie eine formale höhere Bildung erhalten hatte, war sie sehr aufmerksam und eine eifrige Leserin. Sie sagte von sich, dass sie von der Welt um sie herum gelernt habe. Sie begann, sich in einem kleinkriminellen Milieu, umgeben von kleinen Dieben und Drogendealern aufzuhalten, da sie von deren Lebensstil und der „Hässlichkeit der Welt“ fasziniert war. In dieser Zeit erlebte sie auch einen ersten psychischen Zusammenbruch. Sie berichtete, dass sie sich im Alter von zwanzig Jahren freiwillig in eine psychiatrische Klinik begeben habe, um den Wahnsinn ihrer Freunde besser verstehen zu können. In der Nervenheilanstalt wurde sie von einem Arzt behandelt, der ihre Bereitschaft zum Drogenkonsum ausnutzte und ihr LSD gab, obwohl er keine Erfahrung mit der Dosierung hatte und sie einmal fast an einer Überdosis starb. Sie nahm gerne Psychopharmaka ein und beschrieb die Halluzinationen als eine Erweiterung ihres Bewusstseins. Ihr Bezugstherapeut vermerkte in seinen Aufzeichnungen, dass sie sich als homosexuell identifizierte, obwohl sie auch immer Beziehungen zu Männern unterhielt. Sie war dafür bekannt, ihren männlichen Freunden die Freundinnen auszuspannen.
Im Alter von 24 Jahren wurde sie zum zweiten Mal in eine psychiatrische Klinik eingewiesen, wo sie viereinhalb Monate blieb. Es hatten sich Anzeichen für einen bevorstehenden drogeninduzierten psychotischen Ausbruch gezeigt, und Freunde befürchteten, dass sie suizidgefährdet sein könne. Sie erklärte, sich erst sicher und geschützt gefühlt zu haben, nachdem ihre Werke veröffentlicht und ihr Ruhm gesichert war.

## Letzte Jahre und Tod
Nachdem Wallach aus ihrem zweiten Aufenthalt in der Nervenheilanstalt entlassen worden war, zog sie zu ihrer Mutter nach Kirjat Ono zurück. Ihre Mutter litt an der Parkinson-Krankheit, und Yona wurde ihre Hauptpflegeperson, war aber wohl mit dieser Aufgabe oft überfordert. Sie war von der finanziellen Unterstützung ihrer Mutter abhängig, da sie keine feste Arbeit hatte. 1974 unternahm Wallach einen Suizidversuch, lehnte aber eine Einweisung in ein Krankenhaus ab.
Wallach begann, ihre Gedichte mit einer Rockband aufzuführen, die sie mit zwei Freunden gründete, wobei sie die Gedichte nicht singen, sondern nur rezitieren durfte, da sie die Töne nicht traf. Durch ihre aufreizende Kleidung und ihre explizit sexuellen Gedichte erregte Wallach großes Aufsehen.
1981 wurde bei Wallach im Alter von 36 Jahren Brustkrebs diagnostiziert. Sie lehnte zwei Jahre lang eine Behandlung ab im Glauben, dass der Geist, der ihre Poesie antrieb, auch bei ihrer Genesung helfen würde. Wegen zunehmender Schmerzen entschloss sie sich dann doch zu einer Therapie. Ein Arzt in Kirjat Ono prognostizierte, dass sie noch weniger als acht Jahre zu leben habe. Von diesem Zeitpunkt an setzte sie die Behandlung fort und ließ sich durch Freunde bei der Verabreichung der Medikamente helfen. Sie beschrieben, dass sie sich in dieser Zeit sehr einsam fühlte; ihr früher oft raues Verhalten sei durch etwas Sanfteres und Kindlicheres ersetzt worden. Yona Wallach starb am 26. September 1985.

## Literarisches Wirken

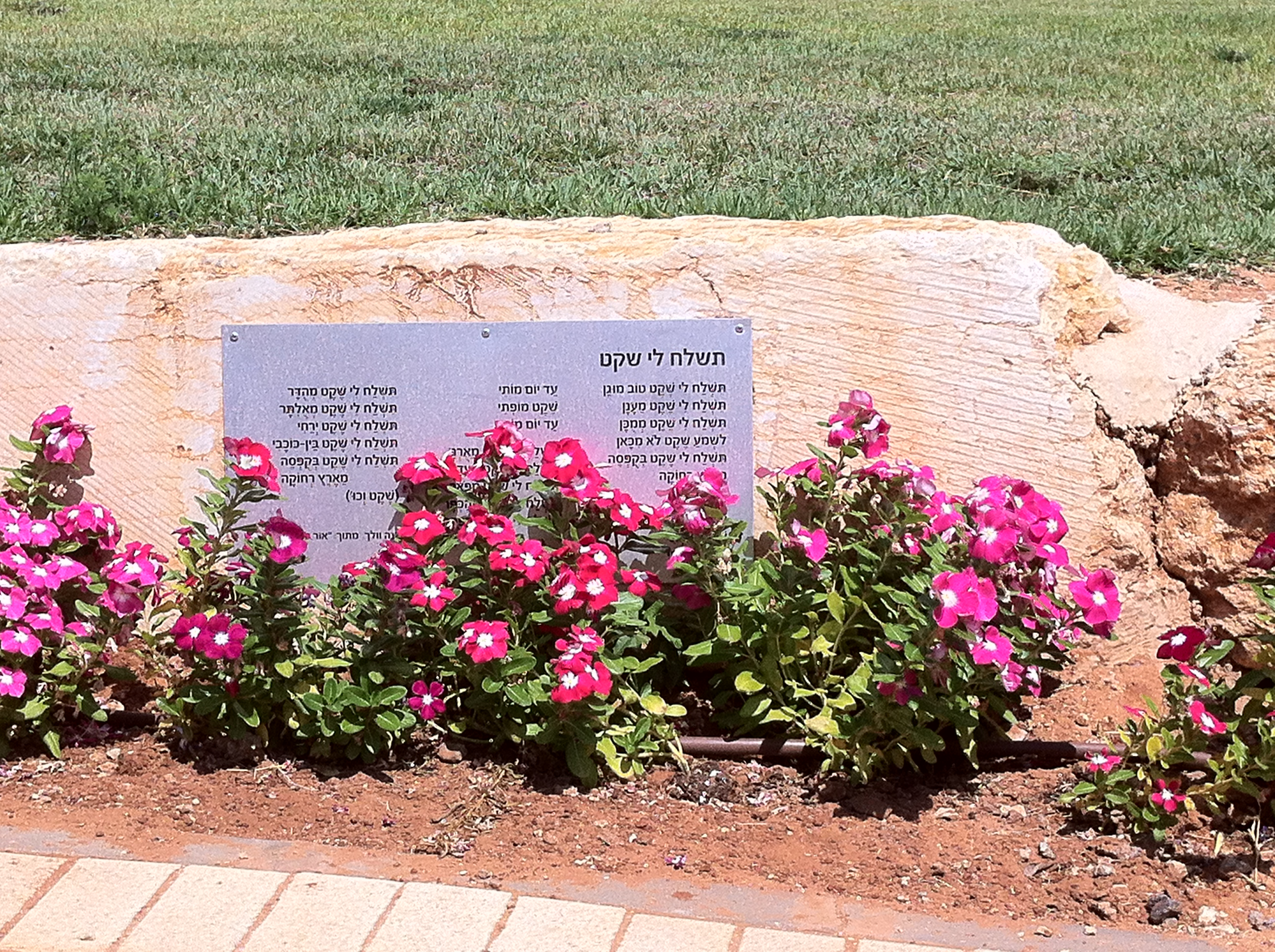
Yona-Wallach-Gedenkstätte in Kirjat Ono

Mit achtzehn Jahren reichte sie beim Eked-Verlag Texte zur Veröffentlichung ein, die jedoch abgelehnt wurden, wahrscheinlich, weil sie keine Überarbeitungen zuließ. Sie wurde Mitglied der von der US-amerikanischen Beat Poetry beeinflussten Gruppe „Tel Aviv Poets“ mit Meir Wieseltier und Yair Hurvitz.
Das erste ihrer Gedichte, das ohne Titel veröffentlicht wurde, erschien am 3. Januar 1964 in der Tageszeitung Jedi’ot Acharonot, als sie neunzehn Jahre alt war. Hurvitz hatte das Gedicht für sie eingereicht. In den folgenden Monaten wurden fünf weitere Gedichte von ihr in verschiedenen Magazinen und Zeitschriften veröffentlicht, und Wallach wurde in der Tageszeitung HaBoker als "wichtige junge israelische Avantgarde-Dichterin" erwähnt.
In den folgenden Jahren war sie schriftstellerisch wenig produktiv und experimentierte mit Sex und Drogen, was einen wichtigen Teil ihrer späteren Lyrik entscheidend beeinflusste. Wallach verließ nie das Land, um anderswo nach intellektueller Inspiration zu suchen wie viele ihrer literarischen Kollegen. Stattdessen umgab sie sich mit „gesellschaftlichen Außenseitern“ und verbrachte Zeit damit, ihr Inneres und die Kabbala zu erforschen.
Auch wenn sie in literarischen Kreisen sehr bekannt war, erhielt sie erst nach Mitte der 1970er Jahre Anerkennung im Feuilleton. Ihr 1976 erschienener Gedichtband Shira fand sofort großen Anklang. Sie wurde einstimmig in die Tel-Aviv-Stiftung für Kultur und Kunst aufgenommen und gewann 1977 und 1978 drei Literaturpreise. Wallach wurde auch in der Öffentlichkeit bekannt, und ihr Werk wurde immer häufiger veröffentlicht. Ihre letzte Sammlung, Mofa, wurde 1985 posthum veröffentlicht.

## Veröffentlichungen

### Bücher in Hebräisch
- Things, Achshav, 1966 [Devarim]

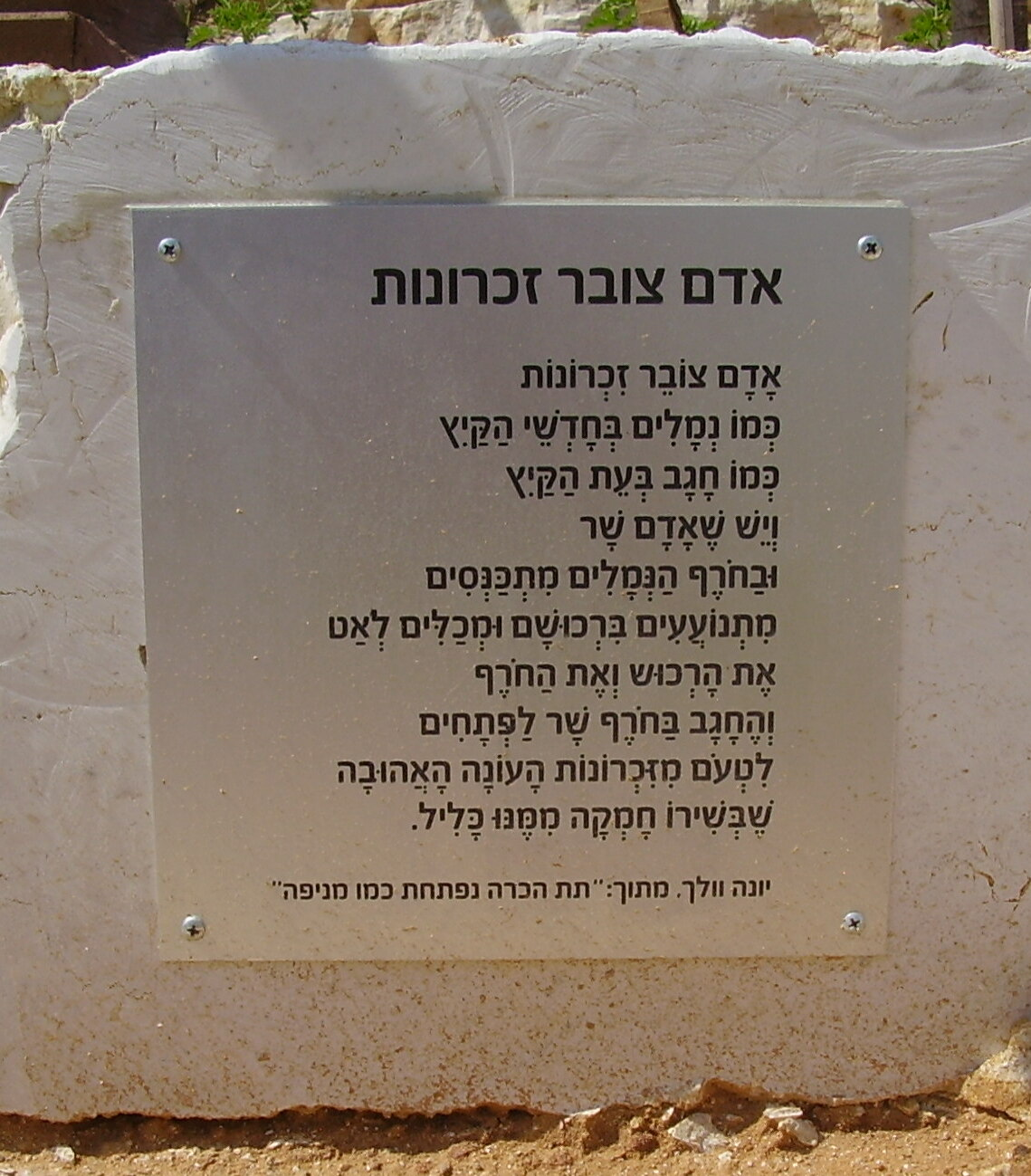
Gedicht אדם צובר זכרונות (dt.: Ein Mensch sammelt Erinnerungen), in Stein gemeißelt

- Two Gardens, Daga, 1969 [Shnei Ganim]
- Collected Poems, Siman Kriah, 1976 [Shirim]
- Wild Light, Echut, 1983 [Or Pere]
- Forms, Hakibbutz Hameuchad/Siman Kriah, 1985 [Tzurot]
- Appearance, Hakibbutz Hameuchad, 1985 [Mofa]
- Selected Poems 1963–1985, Hakibbutz Hameuchad/Siman Kriah, 1992

### Übersetzungen
- Selected Poems, New York, Sheep Meadow, 1997
- Let the Words : Selected Poems, übersetzt von Linda Stern Zisquit. Riverdale-on-Hudson, NY: Sheep Meadow Press, 2006.
- Einzelne Gedichte wurden ins Arabische, Chinesische, Tschechische, Niederländische, Englische, Esperanto, Estnische, Französische, Deutsche, Griechische, Ungarische, Italienische, Japanische, Polnische, Rumänische, Russische, Serbo-Kroatische, Spanische, Vietnamesische und Jiddische übersetzt.

## Auszeichnungen
- 1978: Kugel-Preis hebräisch פרס קוגל, verliehen von der Stadtverwaltung von Cholon

## Rezeption
- העברים מציגים: שבעת הסלילים של יונה וולך (dt.: Die sieben Windungen von Jonah Wallach). Dokumentarfilm, Produktion, Regie und Drehbuch: Yair Keder, Weltpremiere beim Jerusalem Film Festival 2012, produziert mit Unterstützung von Channel 8, dem Gewinner des Rabinowitz Fund Preises für den besten Film bis 60 Minuten 2012 im Dokumentarfilmwettbewerb 2012.[14]